# Brasil en los Juegos Olímpicos de Moscú 1980
Brasil estuvo representado en los Juegos Olímpicos de Moscú 1980 por un total de 106 deportistas, 91 hombres y 15 mujeres, que compitieron en 14 deportes.
El portador de la bandera en la ceremonia de apertura fue el atleta João Carlos de Oliveira.

## Medallistas
El equipo olímpico brasileño obtuvo las siguientes medallas:
| Nombre                                                    | Deporte   | Competición             |
| --------------------------------------------------------- | --------- | ----------------------- |
| Oro                                                       |           |                         |
| Lars Björkström Alexandre Welter                          | Vela      | Tornado M               |
| Marcos Soares Eduardo Penido                              | Vela      | 470 M                   |
| Plata                                                     |           |                         |
| —                                                         |           |                         |
| Bronce                                                    |           |                         |
| João Carlos de Oliveira                                   | Atletismo | Triple Salto M          |
| Cyro Delgado Jorge Fernandes Djan Madruga Marcus Mattioli | Natación  | 4 × 200 m libre libre M |